# 福爾斯鎮區 (愛荷華州塞羅戈多縣)
福爾斯鎮區（英語：Falls Township）是位於美國愛荷華州塞羅戈多縣的一個行政鎮區。

## 地方資料
根據2010年美國人口普查的數據，福爾斯鎮區的面積為91.44平方千米，當中陸地面積為91.44平方千米，而水域面積為0.00平方千米。當地共有人口1093人，而人口密度為每平方千米11.95人。